# Pierre Mathiot
Pour l'écrivain et réalisateur, voir Pierre Mathiote.
Pour les articles homonymes, voir Mathiot.
Pierre Mathiot, né le 10 octobre 1966 à Montbéliard (Doubs), est un politologue français, ancien directeur de l'Institut d'études politiques de Lille.

## Biographie

### Jeunesse et études
Pierre Mathiot obtient un baccalauréat littéraire en 1985. Il suit ensuite une année en classes préparatoires littéraires. Il est admis à l'Institut d'études politiques de Paris en 1986.
Diplômé en 1989, il y suit un diplôme d'études approfondies d'études politiques, option sociologie politique, qu'il valide en 1990. Il obtient un doctorat en science politique en 1996 pour une thèse intitulée « Acteurs et politiques de l'emploi dans la France des années 1980. Contribution à l'analyse sociologique des processus de décision publique », sous la direction de Pierre Favre. Il est reçu à l'agrégation de science politique en 1999 à la deuxième place.
Il fait de l'analyse des politiques publiques et de l'administration publique, ainsi que des politiques de l'emploi, ses domaines de spécialité.

### Parcours professionnel
Membre du laboratoire de recherche en science politique du CERAPS depuis 1995, il est professeur des universités en science politique à Sciences Po Lille depuis 1999 et dirige le master Science politique-Action publique de l'université de Lille depuis le 1er septembre 2003.
Il est élu directeur de l'IEP (Institut d'études politiques de Lille) le 1er janvier 2007. Son premier mandat est marqué par un développement rapide de Sciences Po Lille au niveau international et national, ainsi que par la multiplication de partenariats d'échanges universitaires. Il conserve ce poste jusqu'à septembre 2015, date à laquelle Benoît Lengaigne le remplace. Il en devient le conseiller spécial,.
Il est nommé, le 14 janvier 2016, délégué ministériel au parcours d'excellence par Najat Vallaud-Belkacem, ministre de l'Éducation nationale. Le 30 octobre 2017, le ministre de l'Éducation Jean-Michel Blanquer lui confie une mission de réforme du baccalauréat et du lycée. Dans son rapport remis en 2018, il propose de maintenir des cours de mathématiques pour tous les élèves en classe de première, à l'inverse de ce qui sera effectivement mis en place par ladite réforme.
En janvier 2019, il est réélu directeur de Sciences Po Lille face à Sandrine Rousseau, pour une durée de cinq ans, jusqu'en mars 2024,.Il signe un partenariat de double diplôme avec l'EDHEC et avec l'université de Rome « La Sapienza ». Le 1er mars 2024, Étienne Peyrat lui succède à la direction de l'Institut d'études politiques de Lille.

## Distinctions
- Chevalier de l'ordre national du Mérite (2013).

## Prises de position

### Engagement politique
Il est encarté au Parti socialiste dans sa jeunesse. Il soutient Martine Aubry à l'élection municipale de 2014 à Lille. Il est candidat pour La République en marche aux élections sénatoriales françaises de 2017 avant de décider d'abandonner sa place pour se consacrer à son activité universitaire.

### Égalité des chances
À la direction de Sciences Po Lille, il crée le « programme d'études intégrées » qui permet à des élèves de lycée d'être préparés au concours des instituts d'études politiques. Le dispositif est ensuite généralisé dans d'autres instituts. Il est opposé à la politique de quotas mise en place par Sciences Po Paris.

## Engagements
- Membre du bureau du Conseil national du sida (CNS) au titre de la Conférence des présidents d’université (CPU), depuis janvier 2005.
- Membre du comité directeur de l’Action concertée incitative (ACI) « Sociétés et cultures dans le développement durable » du ministère de la Recherche, depuis 2003.
- Expert pour le droit et la science politique auprès de la mission scientifique, technique et pédagogique de la direction de l’enseignement supérieur du ministère de l’Éducation, de l’Enseignement supérieur et de la Recherche, depuis 2003.[réf. souhaitée]
- Membre du groupe de travail sur la contractualisation des politiques publiques, conseil régional Nord-Pas-de-Calais.[réf. souhaitée]

## Controverse
Directeur de Sciences Po Lille, il annule en 2020 une conférence organisée par l'association L'Arène de l'IEP sur le thème «A droite, où en sont les idées ?» avec Geoffroy Lejeune, directeur de l'hebdomadaire Valeurs actuelles. Il reçoit par la suite des menaces de mort, pour lesquelles il porte plainte pour « diffamation, injures et menaces de mort »,.

## Publication
- Acteurs et politiques de l'emploi en France (1981-1993), Paris, L'Harmattan, coll. « Logiques politiques », 2001, 350 p.